# Solo Sikoa
Joseph Yokozuna Fatu (* 18. März 1993 in Sacramento, Kalifornien) ist ein US-amerikanischer Wrestler. Er steht derzeit bei der WWE unter Vertrag und tritt regelmäßig in deren Show SmackDown auf. Sein bislang größter Erfolg ist der Erhalt der WWE United States Championship. Er ist Mitglied der großen Wrestlingfamilie Fatu-Anoaʻi.

## Wrestling-Karriere

### World Wrestling Entertainment (seit 2021)

#### NXT
Am 21. August 2021 unterschrieb er bei der WWE. Am 26. Oktober 2021 gab er bei der Halloween-Ausgabe von NXT sein Debüt, indem er in ein Segment zwischen Grayson Waller und LA Knight eingriff. Über die darauffolgenden Monate erhielt er mehrere Chancen auf die NXT North American Championship, den Titel konnte er sich jedoch nicht sichern. Am 2. August 2022 verletzte er sich bei einem Match.

#### Teil der Bloodline (2022–2024)
Seine Rückkehr feierte er am 3. September 2022, indem er bei Clash at the Castle seinem Cousin Roman Reigns zum Sieg verhalf. Am 13. September 2022 gewann er die NXT North American Championship, hierfür besiegte er Carmelo Hayes. Die Regentschaft hielt nur einen Tag, bis Shawn Michaels den Titel für vakant erklärte. Danach wurde er Teil der Bloodline, einer Gruppierung bestehend aus Roman Reigns, The Usos und Paul Heyman sowie Sami Zayn. Nach sich Letzterer von der Bloodline abwandte, kam es bei Night of Champions am 27. Mai zwischen Sikoa und Roman Reigns auf der einen Seite und Kevin Owens und Zayn auf der anderen zu einem Match um die Undisputed WWE Tag Team Championship. Während des Matches griffen die Usos Sikoa versehentlich an, während er auf Zayn zielte, woraufhin Jimmy Uso Reigns angriff und die Usos sich von The Bloodline abwandten. In der SmackDown-Folge vom 2. Juni, während Reigns' Feier zu seinem 1.000. Tag als Universal Champion, wandte sich Sikoa gegen Jimmy und exkommunizierte ihn auf Reigns' Befehl wegen der Taten seines Bruders aus der Bloodline. Zwei Wochen später wandte sich Sikoas anderer Bruder, Jey, gegen Reigns und Sikoa, um sich auf die Seite von Jimmy zu stellen. Bei Money in the Bank am 1. Juli verloren Reigns und Sikoa in einem „Bloodline Civil War“-Tag-Team-Match gegen The Usos, nachdem Jey Reigns gepinnt hatte.
Bei Fastlane am 7. Oktober verloren Sikoa und Jimmy Uso (der wieder in die Bloodline zurückgekehrt war) gegen John Cena und LA Knight. Bei Crown Jewel im November 2023 feierte Sikoa seinen bisher größten Erfolg, als er John Cena in einem Match besiegte. In der zweiten Nacht von WrestleMania XL am 7. April 2024 versuchte Sikoa erneut, Reigns gegen Rhodes zu unterstützen, dies wurde jedoch von einem zurückkehrenden Cena vereitelt, der Sikoa durch den Kommentatorentisch einen Attitude Adjustment verpasste.

#### Bloodline-Civil War (2024–2025)
In Reigns Abwesenheit nach Wrestlemania begann Sikoa eine Storyline, in der er sich selbst zum De-facto-Anführer der Bloodline ernannte, Jimmy Uso verbannte und Tama Tonga als seine rechte Hand rekrutierte – sehr zur Angst und Verwirrung von Paul Heyman. Bei Backlash France am 4. Mai besiegten Sikoa und Tonga Randy Orton und Kevin Owens in einem Tag-Team-Streetfight mit Hilfe von Tonga Loa, der sich der Bloodline anschloss.
Am 15. Juni begann Sikoa eine Fehde mit dem Undisputed WWE Champion Cody Rhodes bei Clash at the Castle: Scotland. In den folgenden Wochen rekrutierte Sikoa Jacob Fatu, warf Heyman aus dem Stall und ersetzte Reigns als Anführer und Tribal Chief. Dabei enthüllte er, dass er im Besitz von Reigns' Ula Fala war. Bei Money in the Bank am 6. Juli besiegten Sikoa, Tonga und Fatu Rhodes, Orton und Owens, nachdem Sikoa Rhodes gepinnt hatte.
Am 3. August, bei SummerSlam, konnte Sikoa Cody Rhodes in einem Bloodline Rules-Match nach Einmischung des zurückkehrenden Roman Reigns den Titel nicht abnehmen. In der SmackDown-Folge vom 13. September konnte Sikoa Rhodes in einem Steelcage-Match erneut nicht besiegen. Bei Bad Blood am 5. Oktober verloren Sikoa und Fatu nach Einmischung des zurückkehrenden Jimmy Uso gegen Reigns und Rhodes, wobei Sikoa von Reigns gepinnt wurde. Bei Crown Jewel am 2. November besiegten hingegen Sikoa, Tonga und Fatu die ursprüngliche Bloodline mit Reigns und den Usos, wobei Sikoa Reigns pinnte.
Bei Survivor Series: WarGames am 30. November verloren The Bloodline und Bronson Reed in einem WarGames-Match gegen Reigns, The Usos, Sami Zayn und CM Punk, wobei Sikoa von Reigns gepinnt wurde. Reigns forderte Sikoa dann bei der Raw-Premiere auf Netflix am 6. Januar 2025 im Tribal Combat um die Titel Ula Fala und Tribal Chief heraus. Sikoa verlor, womit ihre Fehde endete.
Im Frühjahr 2025 zeichnete sich eine Fehde mit Stable-Mitglied Jacob Fatu ab, der immer populärer wurde. Am 7. Juni nahm Sikoa bei Money in the Bank am gleichnamigen Leitermatch teil, konnte jedoch nicht gewinnen, nachdem er von Fatu verraten wurde. Dafür konnte sich Sikoa bei Night of Champions am 28. Juni in Riyadh von Jacob Fatu den US Championtitel sichern. Dies ist Sikoas erster Titel im Main Roster der WWE. Diesen Titel konnte er beim Summerslam 2025 am 3. August gegen Fatu in einem Stahlkäfigmatch verteidigen. 

## Persönliches
Er ist Mitglied der Anoa'i-Dynastie, zu der etwa auch sein Vater Rikishi, seine zwei Brüder Jimmy und Jey Uso, sein Cousin Roman Reigns, sowie „The Rock“ Dwayne Johnson, Yokozuna oder Umaga gehören.
Sein Onkel ist der verstorbene WWE-Wrestler Umaga.

## Titel und Auszeichnungen
- Arizona Wrestling Federation
  - AWF Heavyweight Championship (1×)

- Future Stars of Wrestling
  - FSW Nevada State Championship (1×)

- World Wrestling Entertainment
  - NXT North American Championship (1×)
  - WWE United States Championship (1×)